# Attributionsteori
Attributionsteori är en socialpsykologisk teori om hur människor ser och tolkar orsakssambanden bakom egna och andras handlingar, en viktig del i den mänskliga socialisationen. Fritz Heider ses som grundare till denna teori genom boken The Psychology of Interpersonal Relations 1958. 
Ett exempel: En kvinna sitter i ett rum, en man stiger in och ser sur ut, kvinnan tänker att antingen har han haft en dålig dag eller han är besvärad över min närvaro. Här har kvinnan snabbt bildat sig en uppfattning om varför han ser sur ut och detta gjorde hon för att få kontroll över situationen som uppstod.
Heider menar att vi gör dessa bedömningar utifrån det "sunda förnuftet" och att människors beteende:
- Kan orsakas av resurs- och relationsproblem.
- Inte är uppsåtligt, och är en engångsföreteelse.
- Är personlighetsbaserat.

För att få mer kontroll över vårt sociala liv krävs det att vi gör rätta attributioner, vilket då medför att vi blir mer anpassningsbara till vår omgivning.

## Samvariantteorin
Utifrån Heiders attributionsteori har Kelley  utvecklat samvariationsteorin. Kelley menar att det finns tre faktorer som är beroende av varandra i attributionsprocessen:
- Personen
- Situationen eller villkoren
- Personen som attribuerar

Kelley anser att om två faktorer alltid finns där så kan man enkelt veta orsaken till att människor beter sig på ett speciellt sätt.

## Shavers och Albrechts utvecklade allmännyttiga teori
Shavers  har också utifrån Heiders grundläggande teori utvecklat en mer allmängiltig teori där han menar att: 
- Människans beteende är regelbundet och någorlunda förutsägbart
- Människan vill förstå, förklara och kunna ana andra människors beteende
- Utifrån en människas agerande kan vi skapa oss en uppfattning om handlingens orsak